# Sri-lankische Badmintonmeisterschaft 1989
Die Sri-lankische Badmintonmeisterschaft 1989 war die 37. Austragung der nationalen Titelkämpfe im Badminton in Sri Lanka.

## Sieger und Finalisten
| Disziplin    | Gold                                    | Silber                               |
| ------------ | --------------------------------------- | ------------------------------------ |
| Herreneinzel | Niroshan Wijekoon                       | Duminda Jayakody                     |
| Dameneinzel  | Kaushalya Dissanayake                   | Sriyani Deepika                      |
| Herrendoppel | Niroshan Wijekoon Niranjan Wijesekera   |                                      |
| Damendoppel  | Sriyani Deepika Kaushalya Dissanayake   | Samanthi Rodrigo Ranjani Seneviratne |
| Mixed        | Niroshan Wijekoon Kaushalya Dissanayake | Duminda Jayakody Sriyani Deepika     |